# World Class
World Class is een jaarlijkse competitie om de beste barman van het jaar te selecteren. De competitie wordt georganiseerd door Diageo Reserve en bestaat sinds 2009. Het is een van de bekendste cocktailwedstrijden ter wereld.

## Winnaars
| Jaar | datum en plaats                            | winnaar                               |
| ---- | ------------------------------------------ | ------------------------------------- |
| 2015 | 4 september (stadhuis Kaapstad)            | Michito Kaneko ( Japan)               |
| 2014 | 1 augustus (Londen)                        | Charles Joly ( USA)                   |
| 2013 | 9 juli (Boot aan de Cote D'Azur Barcelona) | David Rios ( Spanje)                  |
| 2012 | 12 juli (Rio de Janeiro)                   | Tim Philips ( Australië)              |
| 2011 | 14 juli (New Delhi)                        | Manabu Ohtake ( Japan)                |
| 2010 | 15 juli (Athene)                           | Erik Lorincz ( Verenigd Koninkrijk)   |
| 2009 | 17 juli (Londen)                           | Aristotelis Papadopoulo ( Griekenland |

### Hoogste Belgische en Nederlandse noteringen
België
- 2014 - Hannah Van Ongevalle, 3de plaats, eerst Belgisch vrouw ooit, Hoogste Belg ooit[10][11]

Nederland
- 2014 - Leroy Soumokil, bij de zestien beste.[12]